# 肝付兼亮
肝付 兼亮（きもつき かねあき）は、戦国時代から江戸時代前期にかけての大名。肝付氏の第18代当主。

## 生涯
永禄元年（1558年）、大隅国の大名・肝付兼続の子として誕生。
元亀2年（1571年）、異母兄・良兼の死去により、亡父の正室「御南」や兄・良兼の正室である「高城」の意向を受け、良兼の次女を正室に迎え家督を継ぐ。しかし、元亀4年（1573年）、島津氏方の北郷時久と戦って敗れたうえ、伊地知重興・禰寝重良などが相次いで離反して島津氏に降ったため、これまで互角以上に渡り合った島津氏との立場は一変、天正2年（1574年）、島津氏に従属した。
しかし、日向国の伊東氏と通じた上、夫婦仲が悪かったことで御南や高城に正室と離縁させられ、日向に追放された。
寛永11年（1634年）、死去。